# سفیان ملیتی
سوفیانو ملیتی (عربی: سفيان مليتي؛ زادهٔ ۱۸ اوت ۱۹۷۸) یک بازیکن فوتبال اهل تونس است.
وی همچنین در تیم ملی فوتبال تونس بازی کرده‌است.